# Fred Ott's Sneeze
Fred Ott's Sneeze (El estornudo de Fred Ott) es un cortometraje mudo en blanco y negro de 1894, producido por William Dickson y con actuación de Fred Ott. Fue la primera película en ser autorizada en los Estados Unidos.

## Argumento
En la película, de 5 segundos, uno de los asistentes de Thomas Edison, Fred Ott, toma una pizca de tabaco y estornuda.

## Producción
La película fue producida por Edison Manufacturing Company, que había comenzado a hacer películas en 1890 con dirección de Dickson, uno de los pioneros del cine. Se rodó en del estudio de Black Maria en West Orange, Nueva Jersey en los Estados Unidos, que fue el primer estudio de cine estadounidense, entre el 2 de enero de 1894 y el 7 de enero de 1894 [2] y fue exhibido, en ese momento, por medio de un kinetoscopio.

## Estado actual
Como una película producida antes de 1923, sus derechos de autor han expirado y la obra está en el dominio público. Originalmente, la película fue presentada a la Biblioteca del Congreso como una "impresión en papel" (un registro fotográfico de cada fotograma de la película) con fines de derecho de autor. Una copia digital ahora es guardada por la Biblioteca del Congreso y se puede ver en su sitio web de American Memory. Este cortometraje se presentó en la 30ª Ceremonia Anual de la Academia, y se incluyó como parte del documental de televisión Los primeros 100 años: una celebración de películas estadounidenses.

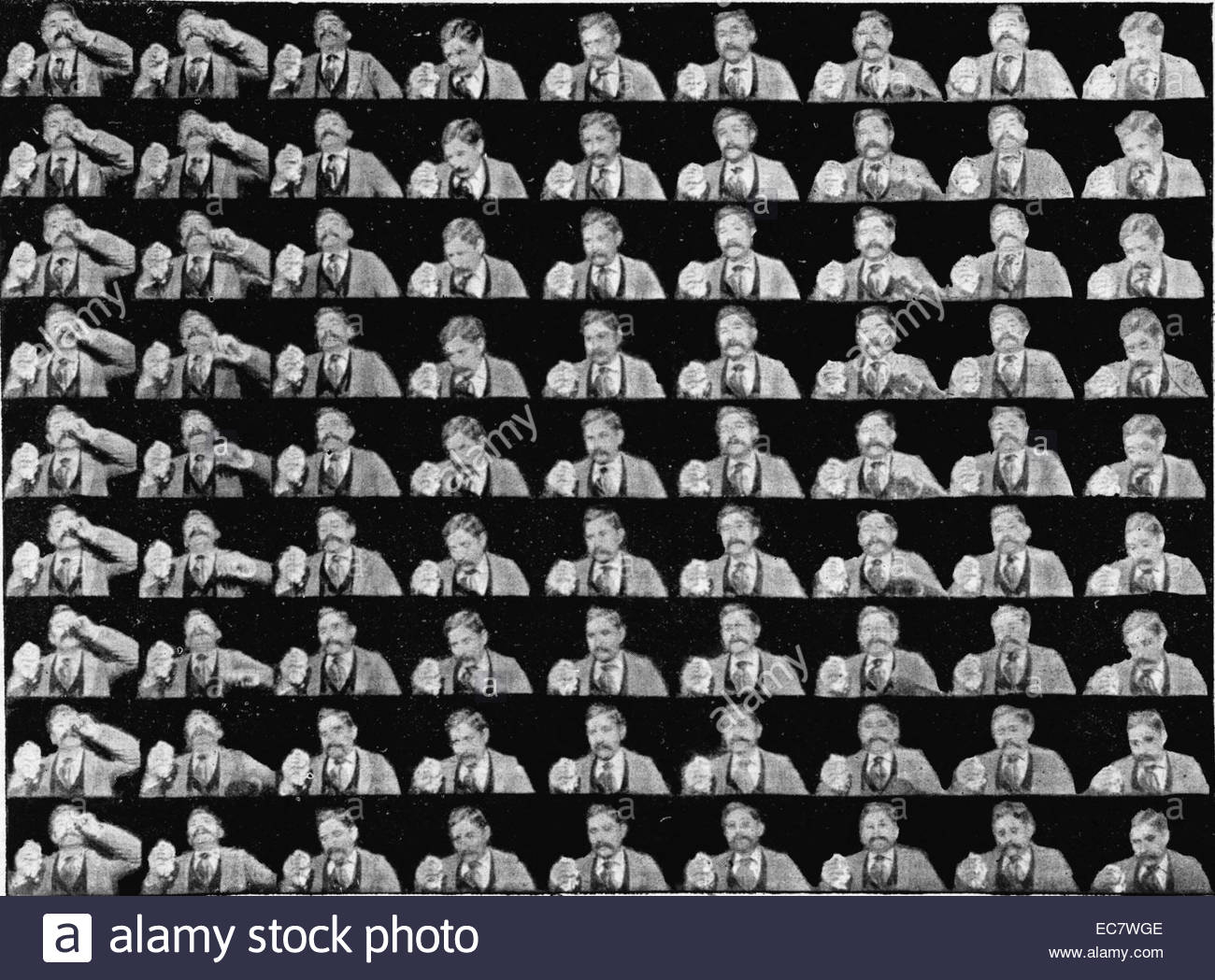
81 fotogramas realizadas con marcos individuales de la película.